# Коноплянка (Лисковський район)
Коноплянка (рос. Коноплянка) — присілок в Лисковському районі Нижньогородської області Російської Федерації.
Населення становить 20 осіб. Входить до складу муніципального утворення Леньковська сільрада.

## Історія
Від 2009 року входить до складу муніципального утворення Леньковська сільрада.

## Населення
| 2002 | 2010 |
| ---- | ---- |
| 19   | ↗20  |